# Bertha Chiu
Bertha Chiu Núñez (Estación Lucero, 22 agosto 1933 – Ciudad Juárez, 16 settembre 2009) è stata una cestista e giavellottista messicana.

## Carriera
Con il Messico ha preso parte ai Campionati del mondo del 1953 e ai Giochi panamericani di Chicago 1959.